# Gillian Ferrari
Pour les articles homonymes, voir Ferrari.
Gillian Ferrari, née le 23 juin 1980 à Richmond Hill (Canada), est une joueuse canadien de hockey sur glacene, membre de l'équipe du Canada de hockey sur glace féminin.
Avec le Canada, elle est championne du monde en 2004 et en 2007, vice-championne du monde en 2005, 2008 et 2009.
Elle est aussi championne olympique en 2006 à Turin.